# Nicholas Vivian (6e baron Vivian)
Nicholas Crespigny Laurence Vivian, 6e baron Vivian (11 décembre 1935-28 février 2004) est un pair britannique et un soldat de la famille Vivian. Il est l'un des pairs héréditaires élus pour rester à la Chambre des lords après l'adoption de la House of Lords Act 1999, siégeant en tant que conservateur.

## Biographie
Fils d'Anthony Vivian (5e baron Vivian) et de Victoria Ruth Mary Rosamund Oliphant, Nicholas fait ses études à Ludgrove School, puis au Eton College dans le Berkshire et à l'Université de Madrid, où il obtient un diplôme en littérature, histoire et culture espagnoles.
En 1955, Vivian est officier au 3e carabiniers (Réserve d'urgence de l'armée), qui fusionne ensuite avec les Royal Scots Greys dans les Royal Scots Dragoon Guards.
En 1957, il est transféré dans l'armée régulière. À partir de 1976, il commande les 16e/5e The Queen's Royal Lancers. Après avoir travaillé pour le personnel du renseignement de défense au ministère britannique de la Défense, Vivian devient commandant adjoint des forces terrestres à Chypre en 1984. Élevé au grade de brigadier en 1987, il commande la zone de communication britannique jusqu'en 1990, date à laquelle il prend sa retraite. Peu de temps après, il est promu colonel honoraire du 306e hôpital de campagne de l'armée territoriale.
En 1991, Vivian hérite des titres de son père et rejoint la Chambre des Lords, où il est ministre de l'ombre de la Défense. Entre 1994 et 2000, il est commissaire du Royal Hospital de Chelsea.
Vivian épouse Catherine Joyce Hope, fille de James Kenneth Hope, le 13 décembre 1960. Divorcé en 1972, il épouse en secondes noces Carol Martineau (1939–2013), fille de Frederick Alan Martineau, en 1972.
Il a un fils, Charles (7e baron Vivian) et une fille, Henrietta (mariée à Philip Hoyland), de sa première femme, et deux filles de sa deuxième femme, Natasha (mariée à Jamie Piggott) et Camilla (mariée à William Wallace) .